# Districte de Čadca
El districte de Čadca - (eslovac) Okres Čadca - és un dels 79 districtes d'Eslovàquia. Es troba a la regió de Žilina. Té una superfície de 760,62 km², i el 2013 tenia 91.263 habitants. La capital és Martin.

## Demografia
| Godina             | 1994   | 2004   | 2014   | 2024   |
| ------------------ | ------ | ------ | ------ | ------ |
| Nombre de persones | 91.569 | 92.944 | 91.124 | 86.666 |
| Diferència         |        | +1,50% | −1,95% | −4,89% |

| Godina             | 2023   | 2024   |
| ------------------ | ------ | ------ |
| Nombre de persones | 87.135 | 86.666 |
| Diferència         |        | −0,53% |

## Llista de municipis

### Ciutats
- Čadca
- Krásno nad Kysucou
- Turzovka

### Pobles
Čierne | Dlhá nad Kysucou | Dunajov | Klokočov | Klubina | Korňa | Makov | Nová Bystrica | Olešná | Oščadnica | Podvysoká | Radôstka | Raková | Skalité | Stará Bystrica | Staškov | Svrčinovec | Vysoká nad Kysucou | Zákopčie | Zborov nad Bystricou
1. 1 2  «Počet obyvateľov podľa pohlavia - obce (ročne) [om7102rr_obce=AREAS_SK]».   Statistical Office of the Slovak Republic, 31-03-2025. [Consulta: 31 març 2025].